# De kijk van Koolhoven
De kijk van Koolhoven is een Nederlands televisieprogramma waarin filmregisseur en cinefiel Martin Koolhoven een zesdelige reeks filmcolleges verzorgt. Aan de hand van scènes uit zijn favoriete speelfilms maakt Koolhoven de kijkers deelgenoot van zijn liefde voor cinema. De filmcolleges zijn onderverdeeld in verschillende genres en thema’s. Aansluitend wordt na iedere alflevering een passende film uitgezonden die door Koolhoven zelf is uitgekozen. Medio 2019 werd een tweede seizoen aangekondigd. Het tweede seizoen kent geen keuzefilm. Het derde seizoen werd in 2022 uitgezonden.

## Afleveringen

### Seizoen 1
| Afl. | Genre c.q. thema        | Film                         | Datum           | Kijkcijfers |
| ---- | ----------------------- | ---------------------------- | --------------- | ----------- |
| 1    | Spaghettiwestern        | Brimstone                    | 5 oktober 2018  | 199.000     |
| 2    | Water en boten          | Das Boot                     | 12 oktober 2018 |             |
| 3    | Eurohorror              | Let the right one in         | 19 oktober 2018 |             |
| 4    | Post-apocalyptisch film | 28 Days Later 28 Weeks Later | 26 oktober 2018 | 131.000     |
| 5    | Film noir               | Lost Highway                 | 2 november 2018 | 44.000      |
| 6    | Erotica                 | Elle                         | 9 november 2018 | 92.000      |

### Seizoen 2
| Afl. | Genre c.q. thema          | Datum            | Kijkcijfers |
| ---- | ------------------------- | ---------------- | ----------- |
| 1    | Sequels en remakes        | 21 februari 2020 | 176.000     |
| 2    | Eurocrime                 | 28 februari 2020 | 151.000     |
| 3    | Aliens                    | 6 maart 2020     | 151.000     |
| 4    | American Gangster, deel 1 | 13 maart 2020    | 249.000     |
| 5    | American Gangster, deel 2 | 20 maart 2020    | 210.000     |
| 6    | Tijdreizen                | 27 maart 2020    | 279.000     |

### Seizoen 3
| Afl. | Genre c.q. thema | Datum            | Kijkcijfers |
| ---- | ---------------- | ---------------- | ----------- |
| 1    | Coming of age    | 11 november 2022 | 159.000     |
| 2    | Sport            | 18 november 2022 | 148.000     |
| 3    | Dystopia         | 25 november 2022 | 173.000     |
| 4    | Vampiers         | 09 december 2022 | 103.000     |
| 5    | Transformatie    | 16 december 2022 | 76.000      |
| 6    | Waanzin          | 23 december 2022 | 218.000     |